# Elymnias viminalis
Elymnias viminalis är en fjärilsart som beskrevs av Wallace 1896. Elymnias viminalis ingår i släktet Elymnias och familjen praktfjärilar. Inga underarter finns listade i Catalogue of Life.